# Оскар и розовата дама
„Оскар и розовата дама“ (на френски: Oscar et la dame rose) е роман, написан от Ерик-Еманюел Шмит, публикуван е като трета част от поредицата Cycle de l'invisible през 2002 г.
През 2003 г. е адаптиран като театрална пиеса.

## Резюме
10-годишното момче Оскар страда от рак и живее в болница. То пише писма на Бог, за да разкаже за живота си в болницата.

## Герои
- Оскар
- Маминка Роза
- Родителите на Оскар
- Пеги Блу, любовница на Оскар
- Пуканка
- Айнщайн
- Бекон
- Сандрин
- Бриджит
- Доктор Дюселдорф, докторът на Оскар
- родителите на Пеги Блу, тъст и тъща на Оскар

## Преводи
Историята е преведена от африкански, албански, немски, английски, френски, баски, беларуски, български, кастилски, китайски, корейски, хърватски, датски, естонски, финландски, грузински, гръцки, унгарски, исландски, италиански, японски, латвийски, малтийски, нидерландски, норвежки, персийки, полски, португалски, румънски, руски, сръбски, словенски, шведски, суахили, чешки, турски, узбекитански, украински и арменски.

## Филм
Авторът създава филмова адаптация на романа през 2009 г. Във филма участва Мишел Ларок в ролята на Маминка Роза.

## В България
В България пиесата е поставена през есента на 2023 г. в Театър 199 „Валентин Стойчев“. В нея участват Мария Стефанова в ролята на Маминка Роза и 25-годишната актриса Радина Боршош в ролята на 10-годишното момиче Оскар. Постановката е на Стефан Спасов, а преводът е на Снежина Русинова-Здравкова.